# Benedito Araújo
Benedito Araújo (ur. 21 listopada 1963 w Paço do Lumiar) – brazylijski duchowny rzymskokatolicki, od 2011 biskup Guajará-Mirim.

## Życiorys
Święcenia kapłańskie przyjął 17 listopada 1991 i został inkardynowany do archidiecezji São Luís do Maranhão. Był m.in. rektorem niższego seminarium oraz seminarium międzydiecezjalnego, koordynatorem duszpasterstwa w archidiecezji oraz proboszczem i administratorem kilku parafii w stolicy archidiecezji.
23 marca 2011 otrzymał nominację na biskupa koadiutora diecezji Guajará-Mirim. Sakry biskupiej udzielił mu 4 czerwca 2011 bp Xavier de Maupeou. 8 grudnia 2011 objął rządy w diecezji.